# Oddział Marcina Borelowskiego

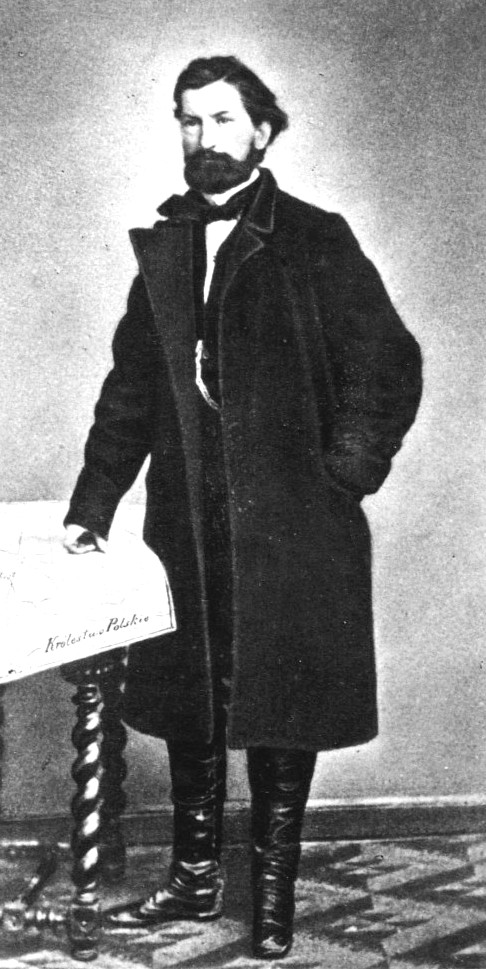
Marcin Borelowski ps. „Lelewel”

Oddział Marcina Borelowskiego „Lelewela” – partia powstańcza okresu powstania styczniowego, operująca na terenie Lubelszczyzny i Podlasia.
Dowódcą oddziału był Marcin Borelowski ps. „Lelewel”, programowo związany z millenerami, od 1862 związany jednak ze stronnictwem czerwonych.
Borelowski zajmował się organizowaniem policji narodowej i gromadzeniem broni. Był współorganizatorem patriotycznych manifestacji ludności w Warszawie poprzedzających wybuch powstania styczniowego
W czasie powstania Borelowski, jako naczelnik wojenny województw lubelskiego i podlaskiego, dowodził jednym z oddziałów i dosłużył się stopnia pułkownika.
24 marca 1863 oddział Borelowskiego został pokonany w bitwie pod Krasnobrodem, a 30 maja 1863 brał udział w I bitwie pod Chruśliną. 2 września 1863 uczestniczył w bitwie pod Biłgorajem, a dzień później odniósł duże zwycięstwo pod Panasówką.
We wrześniu 1863 do oddziału Borelowskiego przyłączył się oddział Kajetana Cieszkowskiego ps. Ćwiek.
6 września 1863 dowódca oddziału poległ w bitwie na Sowiej Górze pod Batorzem (Roztocze Zachodnie, woj. lubelskie). Pomnik Borelowskiego i innych poległych powstańców znajduje się na cmentarzu w Batorzu (na terenie pozostałości grodziska wczesnośredniowiecznego). Znajduje się tam również marmurowa tablica w językach węgierskim i polskim upamiętniająca powstańców – ochotników węgierskich.

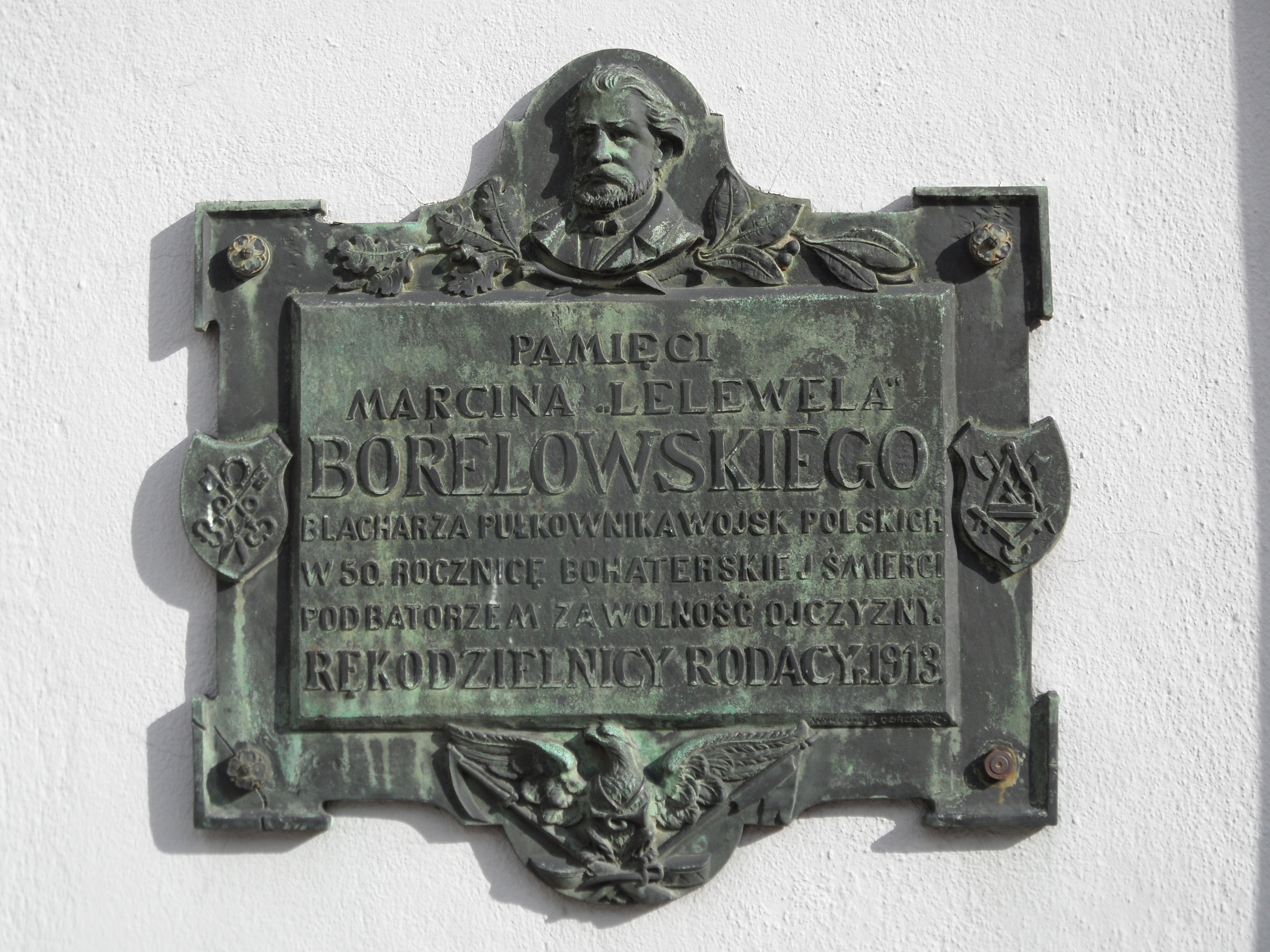
Pamięci Marcina „Lelewela” Borelowskiego. Tablica w Rzeszowie, 1913